# Hipposideros hypophyllus
Hipposideros hypophyllus је сисар из реда слепих мишева и фамилије Hipposideridae.

## Угроженост
Ова врста се сматра угроженом.

## Распрострањење
Ареал врсте је ограничен на једну државу. 
Индија је једино познато природно станиште врсте.